# اول فیشر
اول فیشر (انگلیسی: Owl Fisher؛ زادهٔ ۶ ژانویهٔ ۱۹۹۱) نویسنده، و فیلم‌ساز اهل ایسلند است.
وی همچنین برندهٔ جوایزی همچون ۱۰۰ زن بی‌بی‌سی شده‌است.